# 日本國鐵207系電力動車組

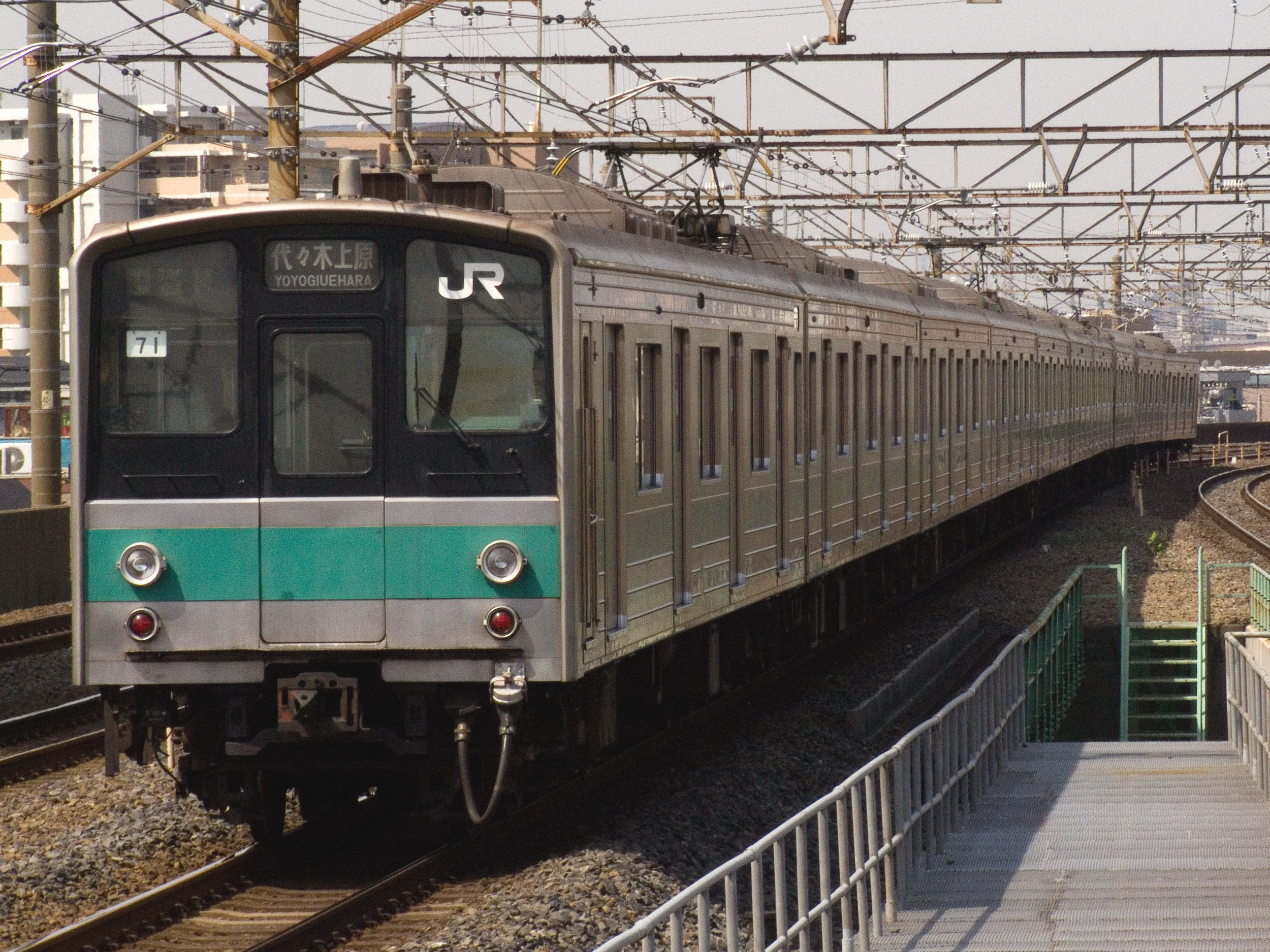
207系電車

207系电力动车组（日语：／ 207-kei densha */?），是日本国有铁道于1986年（昭和61年）生产的一款通勤型电车，并投入常磐缓行线运行。国铁分割民营化后，曾归東日本旅客鐵道（JR东日本）所有。
此款电车跟西日本旅客铁道（JR西日本）的207系完全无关。

## 简介
1984年（昭和59年），日本国铁开始推进VVVF逆变器控制的研究，目标是在北陆新干线开业用的车辆上能全面采用，并对现有的101系电车进行改造测试，获取运行数据。 下一阶段将生产能反映大规模测试结果的车辆，并选定常磐缓行线作为投入路线。
由于常磐缓行线与东京地下铁千代田线实当时为帝都高速度交通营团线路）现相互直通运营，其用车的加减速度性能较高、并且直通运行所需要的车辆使用费需与营团看齐，因此该线的车辆性能要求很高。由于采用电磁斩波器控制的203系电车已经在常磐缓行线上运行多年，而103系1000番台稍早已经引退。因此可与203系进行性能比较。1986年11月1日，国铁时刻表更正，为加密常磐缓行线的密度，为满足所需车辆数量的增加，207系正式投入常磐缓行线运营。

## 构造
川崎重工製造了6節(クハ206,207-901及モハ206,207-901,902)，東急車輛製造製造了4節(サハ207-901,902及モハ206,207-903)。
207系的牽引逆變器製造商非常複雜，モハ207-901、903由東芝製造，モハ207-902由富士電機製造，モハ206-901由三菱電機製造，モハ206-902由日立製作所製造，モハ206-903由東洋電機製造製造。
相比205系，207系的特徵如下：
- 「モハ」車廂的側面通風口給取消
- 窗下部份和205系有一些細節不同。
- 為對應地下鐵的安全標準，所以在車頭加入貫通門。

在山手線205系的行走經驗得知，改善性能的辦法就是使用當時新興的交流傳動技術，但是成本上升又對當時面臨嚴重財政問題的日本國鐵百上加斤，所以當時決定207系的控制機器使用，可說是陷入兩難。
因E233系2000番台投入服務，此型號在2009年12月5日退役。

## 运用
1986年11月上旬，川崎重工所负责生产6节车厢落成，并在山阳本线和东海道本线上进行了试运行。几天后，6节车厢回送到关东，并进入东急车辆制造组合其生产的剩下4节车厢。组装完成后，207系在JR东日本各路线上进行了约一个半月的试运行。试运行结束后，于同年的的12月29日投入运营。
由于仅试制一组列车，而且仍需要在商业化运行中继续进行测试VVVF逆变器。但本系电车的缺点亦逐渐暴露出来：恶劣天气下轮对经常空转，制造成本也比203系要高。 由于常磐缓行线列车数量已经满足间隔需求，因此第二组和后续列车未能被制造出来。